# James Hayman
James Hayman, noto anche come Jim Hayman (Paterson, ...), è un produttore televisivo, regista televisivo e direttore della fotografia statunitense.

## Biografia
Ha diretto e in molti casi prodotto serie come Giudice Amy, Ugly Betty, Joan of Arcadia, Kingpin, I Soprano, Da un giorno all'altro, ER, Lois & Clark - Le nuove avventure di Superman, Law & Order - Unità vittime speciali, Huff, Dr. House - Medical Division, Il cliente, Murder One, Texasville, Un medico tra gli orsi, Moon Over Miami, Law & Order - I due volti della giustizia, Harts of the West, Class of '96, Dangerous Minds, Hawaii missione speciale, The Fosters, NCIS: New Orleans.

## Vita privata
Hayman è sposato con l'attrice Annie Potts ed ha due figli, James (chiamato Doc, nato nel 1993) ed Harry (nato nel 1995), ed un figliastro, Clay (nato nel 1981 da un precedente matrimonio di Annie Potts).

## Riconoscimenti
Hayman è stato candidato per Primetime Emmy Awards e DGA Award.